# Теория прерывистого равновесия

Сравнительная характеристика теорий филетического градуализма (вверху) с теорией прерывистого равновесия (внизу): прерывистое равновесие достигается за счёт быстрых изменений в морфологии

Тео́рия преры́вистого равнове́сия (теория ква́нтовой эволю́ции) — это теория в области эволюции живых организмов, утверждающая, что эволюция существ, размножающихся половым путём, происходит скачками, перемежающимися с длительными периодами, в которых не происходит существенных изменений. Согласно этой теории, фенотипическая эволюция, эволюция свойств, закодированных в геноме, происходит в результате редких периодов образования новых видов (кладогенез), которые протекают относительно быстро по сравнению с периодами устойчивого существования видов.
Принято противопоставлять теорию прерывистого равновесия теории филетического градуализма, которая утверждает, что бо́льшая часть процессов эволюции протекает равномерно, в результате постепенной трансформации видов (градуализм).
Теория прерывистого равновесия была предложена в 1972 году палеонтологами Нильсом Элдриджем и Стивеном Гулдом.